# Zona Gale
Œuvres principales
- Miss Lulu Bett (1920)

Zona Gale est une romancière et dramaturge américaine, née le 26 août 1874 à Portage dans le Wisconsin et morte le 27 décembre 1938 à Chicago. Le prix Pulitzer pour le théâtre est attribué en 1921 à sa pièce Miss Lulu Bett (en).

## Biographie

### Jeunesse et formation
Zona Gale naît à Portage en 1874. Durant ses études, elle écrit pour le magazine littéraire de l'université du Wisconsin à Madison et rédige un roman, resté inédit. Elle obtient une maîtrise (Master of Arts, M.A.) en 1899. La jeune femme travaille comme journaliste pour l'Evening Wisconsin et le Milwaukee Journal. Elle est engagée par le New York Evening World en 1901, puis travaille en indépendant afin de pouvoir se consacrer à l'écriture. Nostalgique de la petite ville de son enfance, Gale retourne à Portage en 1904.

### Carrière littéraire
Les récits sentimentaux de Zona Gale paraissent dans des magazines et son premier roman, Romance Island, paraît en 1906. Gale connaît le succès grâce à la série de récits Friendship Village et à son roman Miss Lulu Bett (en), paru en 1920. L'ouvrage, qui décrit la vie dans le Midwest, est adapté pour le théâtre. En 1921, le prix Pulitzer pour le théâtre (Pulitzer Prize for Drama) lui est attribué,.

## Convictions politiques
Gale est proche de la pacifiste Jane Addams et fait partie de l'organisation Woman's Peace Party. Elle milite en faveur des droits des femmes. La romancière travaille pour Robert La Follette durant ses campagnes électorales.

## Vie privée
Elle épouse William L. Breese en 1928.

## Ouvrages

### Romans
- 1906 : Romance Island
- 1915 : Heart's Kindred
- 1917 : A Daughter of the Morning
- 1918 : Birth
- 1920 : Miss Lulu Bett (en)
- 1923 : Faint Perfume
- 1926 : Preface to Life
- 1929 : Borgia
- 1933 : Papa La Fleur
- 1937 : Light Woman
- 1939 : Magna

### Nouvelles
- 1907 : The Loves of Pelleas and Etarre
- 1908 : Friendship Village

### Théâtre
- 1914 : The Neighbors
- 1920 : Miss Lulu Bett (en)
- 1922 : Uncle Jimmy
- 1925 : Mr. Pitt
- 1932 : The Clouds
- 1932 : Evening Clothes
- 1934 : Faint Perfume

### Poésie
- 1921 : The Secret Way